# 海老名市立上星小学校
海老名市立上星小学校（えびなしりつ じょうせいしょうがっこう）は、神奈川県海老名市上今泉一丁目にある市立小学校。

## 沿革
出典
- 1972年3月: 校舎竣工式
- 1972年4月: 海老名市立海老名小学校・海老名市立柏ケ谷小学校より分離独立し、海老名市立上星小学校として開校
- 1977年9月: 屋内体育館完成
- 1981年2月: 3館校舎完成
- 1981年4月: 海老名市立今泉小学校へ一部分離（上今泉2丁目・国分の一部）
- 1982年4月: 海老名市立杉本小学校へ一部分離（上今泉6丁目・国分の一部）
- 1986年9月: 公共上下水道接続
- 1993年9月: PC教育開始
- 2009年7月: AED設置

## 教育方針
出典
確かな知恵と豊かな心そして丈夫な体を持ち、たくましく生きる子どもを育てる。

## 通学区域
出典
- 海老名市
  - 国分北2丁目8番〜23番
  - 上今泉1丁目〜5丁目
  - 上今泉6丁目20番～39番・47番～51番

## 進学中学校
出典
- 海老名市
  - 海老名市立海老名中学校（国分北2丁目から通学している生徒）
  - 海老名市立柏ケ谷中学校（上今泉6丁目から通学している生徒）
  - 海老名市立今泉中学校（上今泉1丁目〜5丁目から通学している生徒）

## 交通
出典
海老名市コミュニティバス上今泉ルート 「上星小学校前」下車 徒歩1分

## 周辺施設
- 秋葉山古墳群
- かしわ台駅
- 龍峰寺
- 清水寺公園